# Rosa miodowa

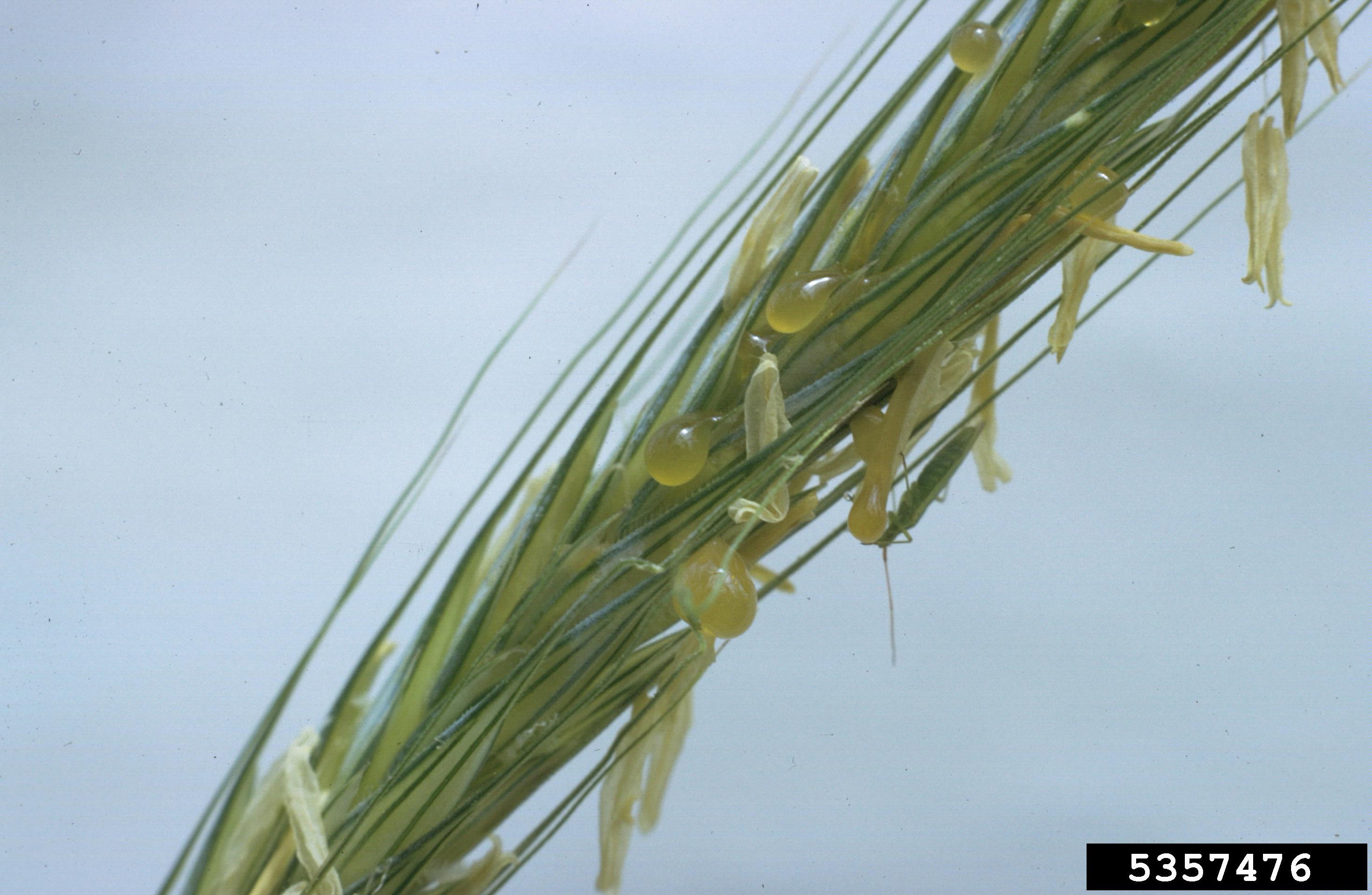
Rosa miodowa na kłosie żyta.

Rosa miodowa – słodka wydzielina pojawiająca się na kłosach zbóż, zwłaszcza żyta oraz na wiechach wielu traw (m.in. życicy, manny). Jest produktem przemiany materii grzyba z klasy workowców – buławianki czerwonej, która tworzy sporysz. Wiosną zarodniki grzyba dostają się do kwiatów, kiełkują, strzępki następnie przerastają słupek. Zanim porażony słupek przekształci się w sporysz, na kłosie tworzy się rosa miodowa. Rosą miodową żywią się różne owady, jednak najchętniej jest zbierana przez pszczoły. Jak wiadomo sporysz jest trujący dla ludzi i zwierząt, jednak miód wielokwiatowy z domieszką rosy miodowej nie jest szkodliwy. Skład chemiczny rosy miodowej jest zbliżony do spadzi.